# Kınık Höyük
Koordinaten: 37° 56′ 14,9″ N, 34° 22′ 48,4″ O

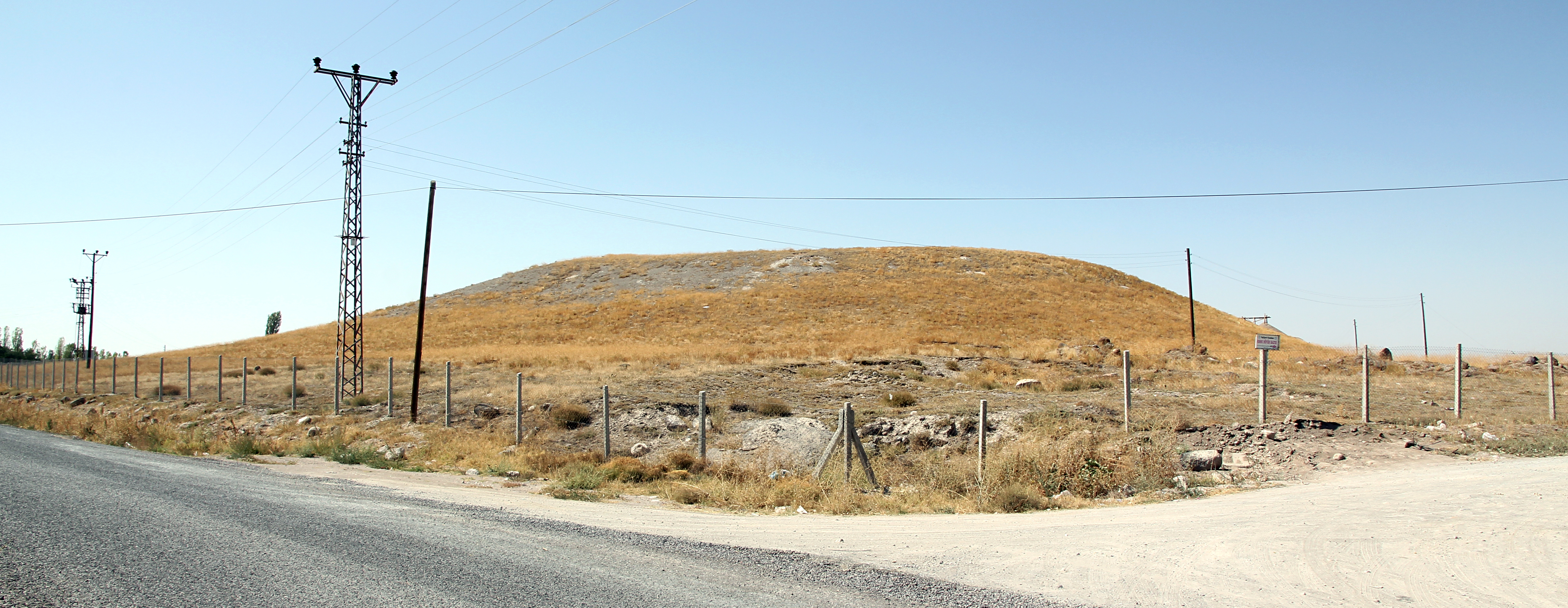
Kınık Höyük von Norden

Kınık Höyük (auch Bayat Höyük) ist ein Siedlungshügel in der Südtürkei, der von der frühen Bronzezeit bis ins Mittelalter besiedelt war. Er liegt im südlichen Kappadokien, im Bezirk Altunhisar der Provinz Niğde nahe dem Ort Bayat. Der Hügel hat eine Höhe von etwa 20 Metern und einen mittleren Durchmesser von 180 Metern.
Als erster berichtete der italienische Linguist Piero Meriggi von dem Hügel, er besuchte ihn im Rahmen eines Surveys in den 1960er Jahren und bezeichnete ihn als „the biggest site he visited in the Tyanis“ (die größte Fundstelle in der Tyanis). Seit 2011 werden auf dem Kınık Höyük von einer italienisch-amerikanisch-türkischen Arbeitsgruppe, bestehend aus Wissenschaftlern der Universität Pavia, der New York University, der Universität Niğde und der Universität Erzurum, Ausgrabungen vorgenommen.

## Grabungsergebnisse
Die Ausgräber teilen die Besiedlung von oben nach unten in sieben Perioden ein:
- Periode I: Mittelalter

nach einem Hiatus folgt
- Periode II: Hellenistische Zeit, 4. bis 1. Jahrhundert v. Chr.
- Periode III: Achämeniden, 6. bis 4. Jahrhundert v. Chr.
- Periode IV: späte Eisenzeit, 7. bis 6. Jahrhundert v. Chr.
- Periode V: mittlere Eisenzeit, 9. bis 8. Jahrhundert v. Chr.
- Periode VI: frühe Eisenzeit, 11. bis 10. Jahrhundert v. Chr.
- Periode VII: ?

Die Hauptbesiedlungsperiode des Hügels war die mittlere Eisenzeit im 9. und 8. Jahrhundert v. Chr., als Kınık Höyük zum späthethitischen Königreich Tuwana gehörte, dem Nachfolgestaat des hethitischen Tuwanuwa. Ergraben wurden unter anderem umfangreiche Reste einer Zitadelle, deren Mauern zum großen Teil aus Lehmziegeln bestanden. Einschließlich verschiedener Vorläuferstrukturen wurden sie mit Hilfe der gefundenen Keramik auf die Periode von der Spätbronzezeit bis zur frühen mittleren Eisenzeit (1300–900 v. Chr.) datiert. Die Region Südkappadokien hatte schon seit vorgeschichtlicher Zeit eine strategische Bedeutung, da hier die Verbindungswege von Zentralanatolien über die Tauruspässe nach Südanatolien und Syrien verliefen.

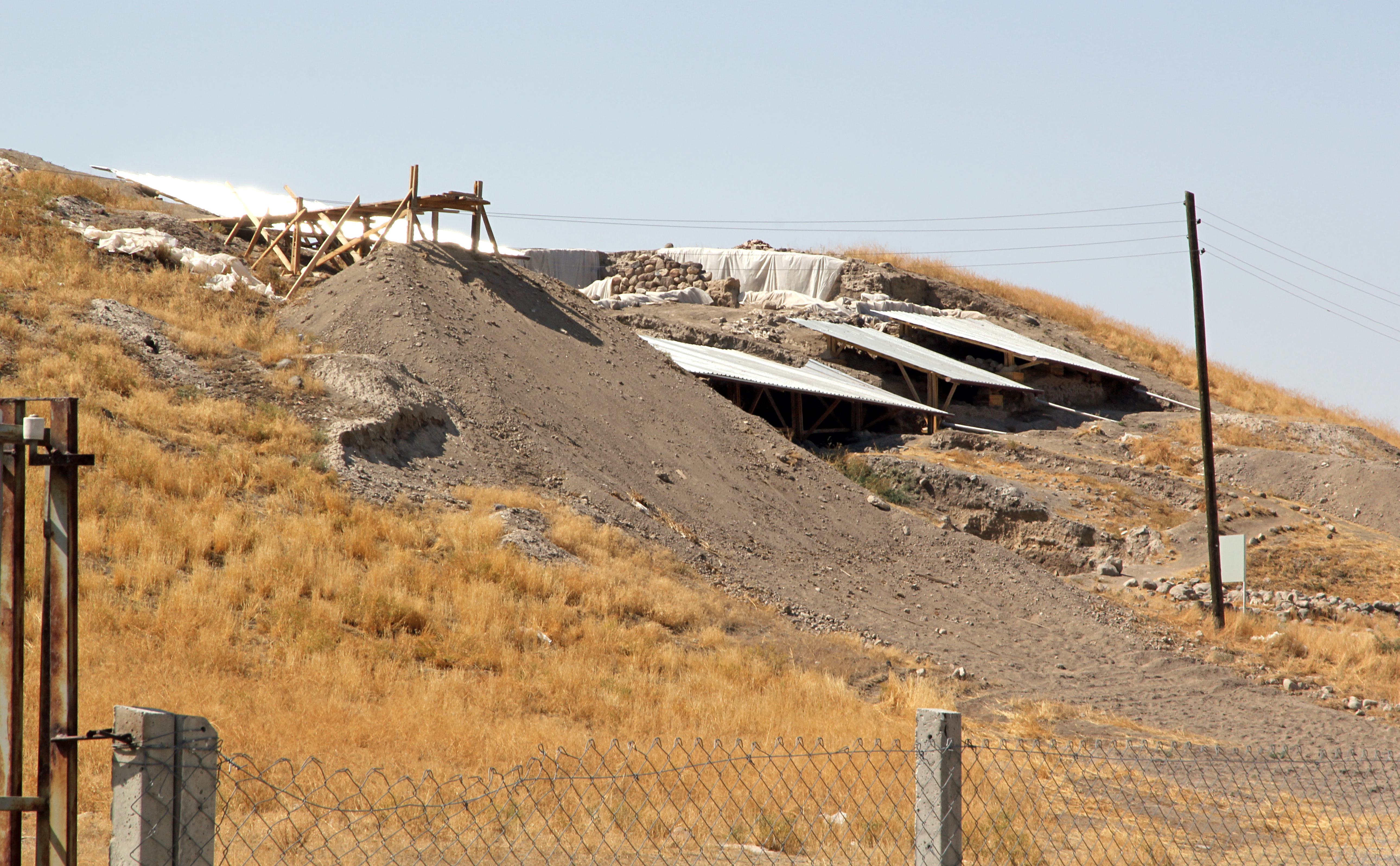
Grabungsschnitte auf dem Hügel
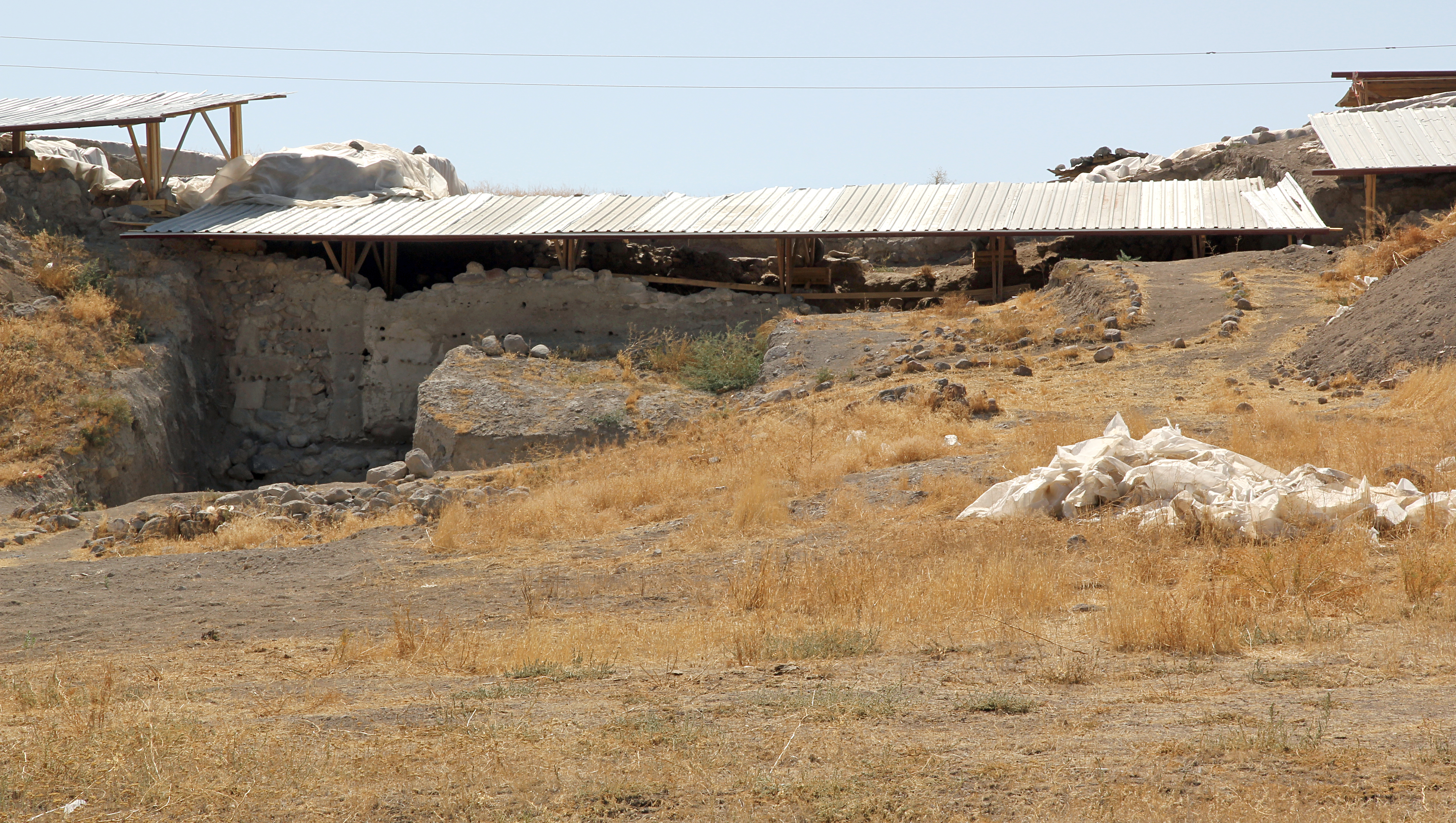
Mauerreste
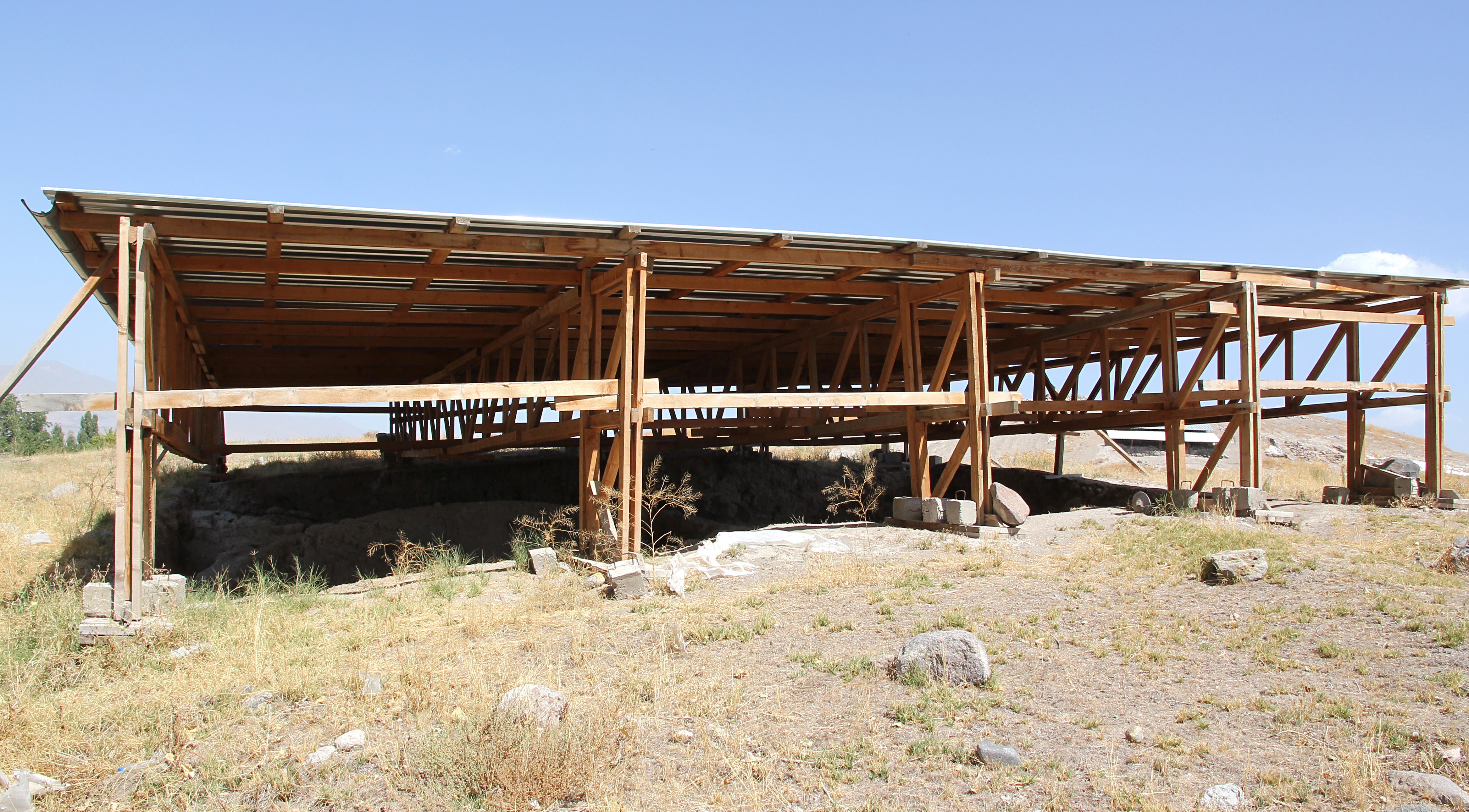
Grabungsschnitt am Südhang